# Janet McTeer
Janet McTeer OBE (Newcastle upon Tyne, 5 de agosto de 1961) é uma atriz britântica indicada duas vezes ao Oscar e vencedora do Globo de Ouro.

## Biografia
Formada na Royal Academy of Dramatic Art, Janet McTeer atua tanto em teatro, televisão e cinema. Por sua atuação em 1996 como Nora na peça Casa de Bonecas de Henrik Ibsen, recebeu os prêmios Laurence Olivier Award, e quando esta produção foi encenada na Broadway, também o Drama Desk Award e o Tony Award. Voltaria a receber o Desk Award por sua interpretação na peça Mary Stuart de Friedrich Schiller em 2009.
Em cinema seu primeiro aparição de destaque foi em Tumbleweeds, de 1999, onde interpreta uma mãe solteira. Este papel lhe rendeu o Globo de Ouro de melhor atriz em comédia ou musical e o Satellite Award de Melhor Atriz - Filme Musical ou Comédia, assim como uma indicação ao Oscar de melhor atriz.
Mais recentemente por seu trabalho em Albert Nobbs, foi indicada aos prêmios de melhor atriz coadjuvante no Globo de Ouro 2012 e SAG 2012.
Foi agraciada com a Ordem do Império Britânico em 2008.
Seu último filme foi: The Woman in Black (filme) que em língua portuguesa é: A Mulher de Preto, um filme de Terror/Drama que foi gravado em 2012, e foi para a tela do cinema em fevereiro de 2012.

## Prêmios e Indicações

#### Oscar
| Ano  | Categoria                | Indicação    | Notas    |
| ---- | ------------------------ | ------------ | -------- |
| 2000 | Melhor Atriz             | Tumbleweeds  | Indicado |
| 2012 | Melhor Atriz Coadjuvante | Albert Nobbs | Indicado |

#### Emmy Awards
| Ano  | Categoria                                           | Indicação      | Notas    |
| ---- | --------------------------------------------------- | -------------- | -------- |
| 2009 | Melhor Atriz Coadjuvante em Minissérie ou Telefilme | Into the Storm | Indicado |

#### Tony Awards
| Ano  | Categoria                          | Indicação       | Notas    |
| ---- | ---------------------------------- | --------------- | -------- |
| 1997 | Melhor Atriz Principal em uma Peça | A Doll's House  | Venceu   |
| 2009 | Melhor Atriz Principal em uma Peça | Mary Stuart     | Indicado |
| 2019 | Melhor Atriz Principal em uma Peça | Bernhart/Hamlet | Indicado |

#### Globo de Ouro
| Ano  | Categoria                                   | Indicação       | Notas    |
| ---- | ------------------------------------------- | --------------- | -------- |
| 2000 | Melhor Atriz em Cinema - Comédia ou Musical | Tumbleweeds     | Venceu   |
| 2010 | Melhor Atriz Coadjuvante em Televisão       | Into the Storm  | Indicado |
| 2012 | Melhor Atriz Coadjuvante em Cinema          | Albert Nobbs    | Indicado |
| 2014 | Melhor Atriz Coadjuvante em Televisão       | The White Queen | Indicado |

#### SAG Awards
| Ano  | Categoria                        | Indicação    | Notas    |
| ---- | -------------------------------- | ------------ | -------- |
| 2000 | Melhor Atriz Principal           | Tumbleweeds  | Indicado |
| 2012 | Melhor Atriz Coadjuvante         | Albert Nobbs | Indicado |
| 2019 | Melhor Elenco em Série Dramática | Ozark        | Indicado |